# 156 (число)
156 (Сто п'ятдеся́т шість) — натуральне число між  155 та  157.

## У математиці
- 156 — є  парним складеним тризначним числом.
- Сума цифр цього числа — 12
- Добуток цифр цього числа — 30
- Квадрат числа 156 — 24 336
- число харшад — 156/12 = 13
- 35-те  надлишкове число.

## У техніці
- Ferrari 156/85 — гоночний автомобіль з відкритими колесами команди Scuderia Ferrari, який виступав у Чемпіонаті світу  Формули-1 сезону 1985 року.
- Alfa Romeo 156 — седан і універсал, що випускався компанією Alfa Romeo з 1997 до 2005 року.
- U-156 (1941) — підводний човен типу IXC кригсмарине часів  Другої світової війни.
- Fieseler Fi 156 Storch — малий німецький літак, який створили та масово використовували у Третьому рейху і союзних з ним країнах в період з 1937 по 1945 роки. Його випуск продовжували до кінця 1950-х років.
- Ferrari 156 F1.

## В інших галузях
- 156 рік.
- 156 до н. е.
- NGC 156 — подвайна зірка в сузір'ї Кит.
- 156-й винищувальний авіаційний полк — військовий підрозділ збройних сил СРСР у Другій світовій війні.
- 156-й армійський зенітний артилерійський полк — військовий підрозділ збройних сил СРСР у Другій світовій війні.
- 156-та стрілецька дивізія.
- 156-та стрілецька дивізія (1-го формування).
- 156-й меридіан східної довготи.
- (156) Ксантиппа — великий астероїд головного поясу.